# Flying Disc Man from Mars
Flying Disc Man from Mars (1950) este un film serial produs de Republic Pictures. Acesta este considerat un exemplu slab al unui film serial mediu, chiar și în comparație cu alte seriale produse înainte de cel de-al doilea război mondial .

## Povestea
Invadatorul marțian, Mota, încearcă să cucerească Pământul deoarece cei de pe planeta Marte sunt îngrijorați de utilizarea noii tehnologii atomice. Ei consideră că ar fi mult mai sigur și ar benefica de acest lucru ambele planete dacă marțienii ar conduce Pământul. Mota, care a fost doborât de raza unei arme experimentale, îi șantajează pe savanții americani și pe fostul nazist Dr. Bryant ca să-l ajute și angajează niște infractori ca să-i fie acoliți.
Kent Fowler, pilotul particular care l-a doborât pe Mota folosind arma cu raze a Dr. Bryant  este prins în aceste evenimente în timp ce lucrează în domeniul securității unor zone atomice industriale.

## Distribuția
- Walter Reed este Kent Fowler, pilot
- Lois Collier este Helen Hall
- Gregory Gaye este Mota, invadatorul marțian
- James Craven este Dr Bryant, om de știință și fost nazist
- Harry Lauter este Drake, unul din acoliții lui Mota
- Richard Irving este Ryan, unul din acoliții lui Mota
- Sandy Sanders este Steve
- Michael Carr este Trent

## Producția
Flying Disc Man from Mars a avut un buget de 152.640 dolari, deși costul final negativ a fost de 157.439 dolari (s-au cheltuit 4.799 dolari sau 3,1% în plus). Acesta a fost cel mai scump serial produs de Republica în 1950.  Numărul de serie al producției a fost 1709.
Acest film este o continuare a serialului anterior The Purple Monster Strikes (1945). Pentru marțianul Mota s-a refolosit costumul Monstrului Violet din acest serial.

### Efecte speciale
Discul zburător din King of the Mounties (1942) este refolosit în acest serial. Logo-ul japonez este încă vizibil pe o parte a discului.
Secvențe video din mai multe seriale anterioare au fost folosite pentru a scade costurile de producție. Aceste secvențe sunt: prăbușirea rachetei din The Purple Monster Strikes, o urmărire de mașini din Secret Service in Darkest Africa (1943) și mai multe secvențe din  G-Men vs. the Black Dragon
Toate efectele din acest serial au fost realizate de către frații Lydecker, cei care au realizat majoritatea efectelor din serialele produse de Republic.

### Dubluri
- Dale Van Sickel Kent Fowler/Watchman (dublare Walter Reed)
- David Sharpe Henchman Ryan/Technician (dublare Richard Irving)
- Tom Steele este Henchman Drake/Trent/Taylor (dublare Harry Lauter & Michael Carr)

### Cliffhangers
Walter Reed survives the serial by bailing out of whatever vehicle he was in.

## Distribuție

### Theatrical
Flying Disc Man from Mars's official release date is 25 October 1950, although this is actually the date the sixth chapter was made available to film exchanges.
This was followed by a re-release of The Tiger Woman, re-titled as Perils of the Darkest Jungle, instead of a new serial.  The next new serial, Don Daredevil Rides Again, followed in spring of 1951.
A 75-minute feature film version, created by editing the serial footage together, was released on 28 March 1958 under the new title Missile Monsters.  It was one of fourteen feature films Republic made from their serials.

## Titlurile părților
1. Menace from Mars (20min)
2. The Volcano's Secret (13min 20s)
3. Death Rides the Stratosphere (13min 20s)
4. Execution by Fire (13min 20s)
5. The Living Projectile (13min 20s)
6. Perilous Mission (13min 20s)
7. Descending Doom (13min 20s)
8. Suicidal Sacrifice (13min 20s)
9. The Funeral Pyre (13min 20s)
10. Weapons of Hate (13min 20s) - a re-cap chapter
11. Disaster on the Highway (13min 20s)
12. Volcanic Vengeance (13min 20s)

Source: